# Cathédrale Sainte-Marie de Hambourg
Cette  cathédrale n’est pas la seule cathédrale Sainte-Marie.
La cathédrale Sainte-Marie est une cathédrale catholique située dans le quartier de Sankt Georg, dans la ville de Hambourg, dans le Nord de l'Allemagne. Elle est le siège de l'archidiocèse de Hambourg.
Sa construction s'est déroulée entre 1890 et 1893 sur les plans d'Arnold Güldenpfennig. Son style est néoroman à l'initiative du vicaire apostolique Bernhard Höting. Elle est la première église catholique construite à Hambourg depuis la Réforme.

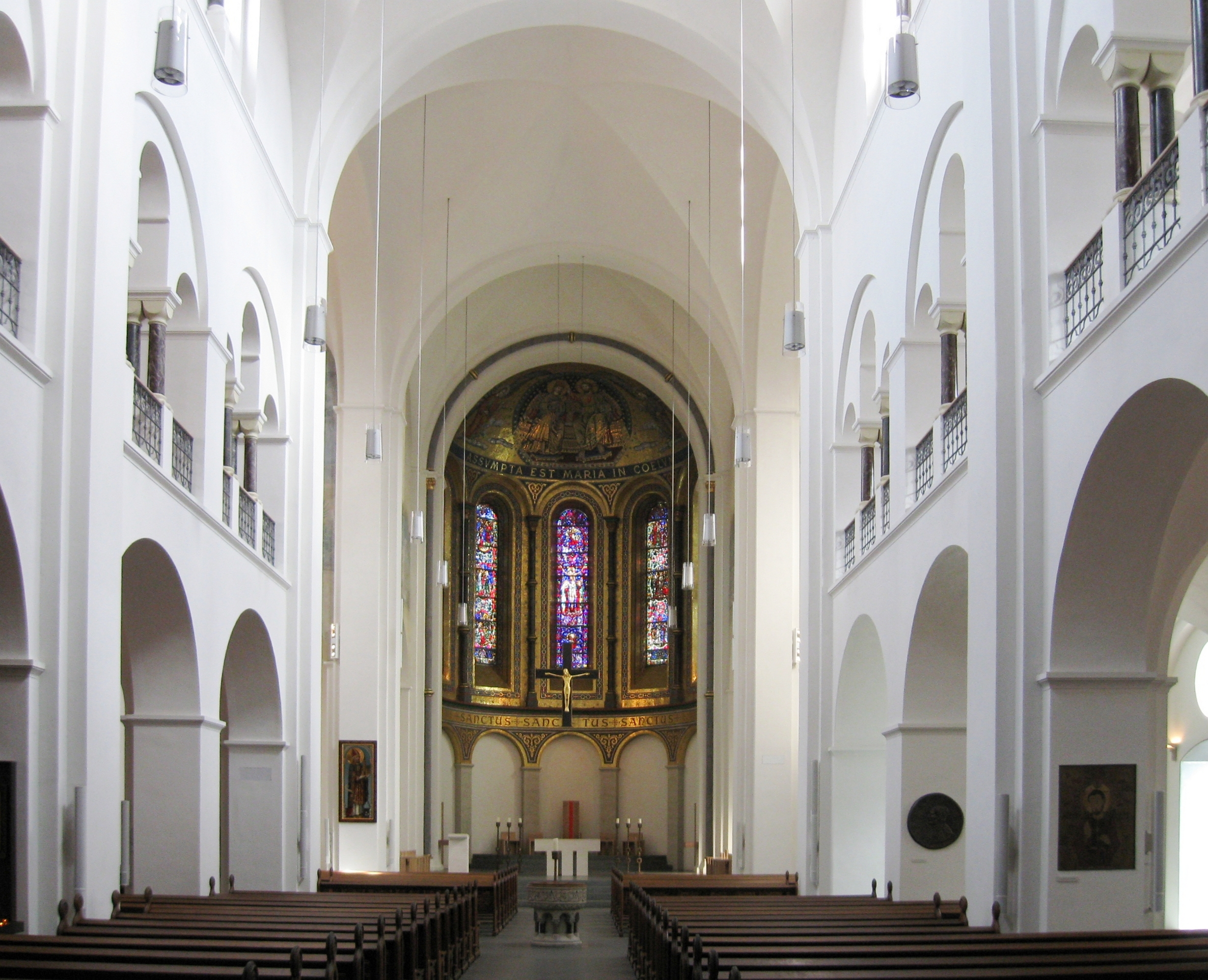
La nef et le chœur.
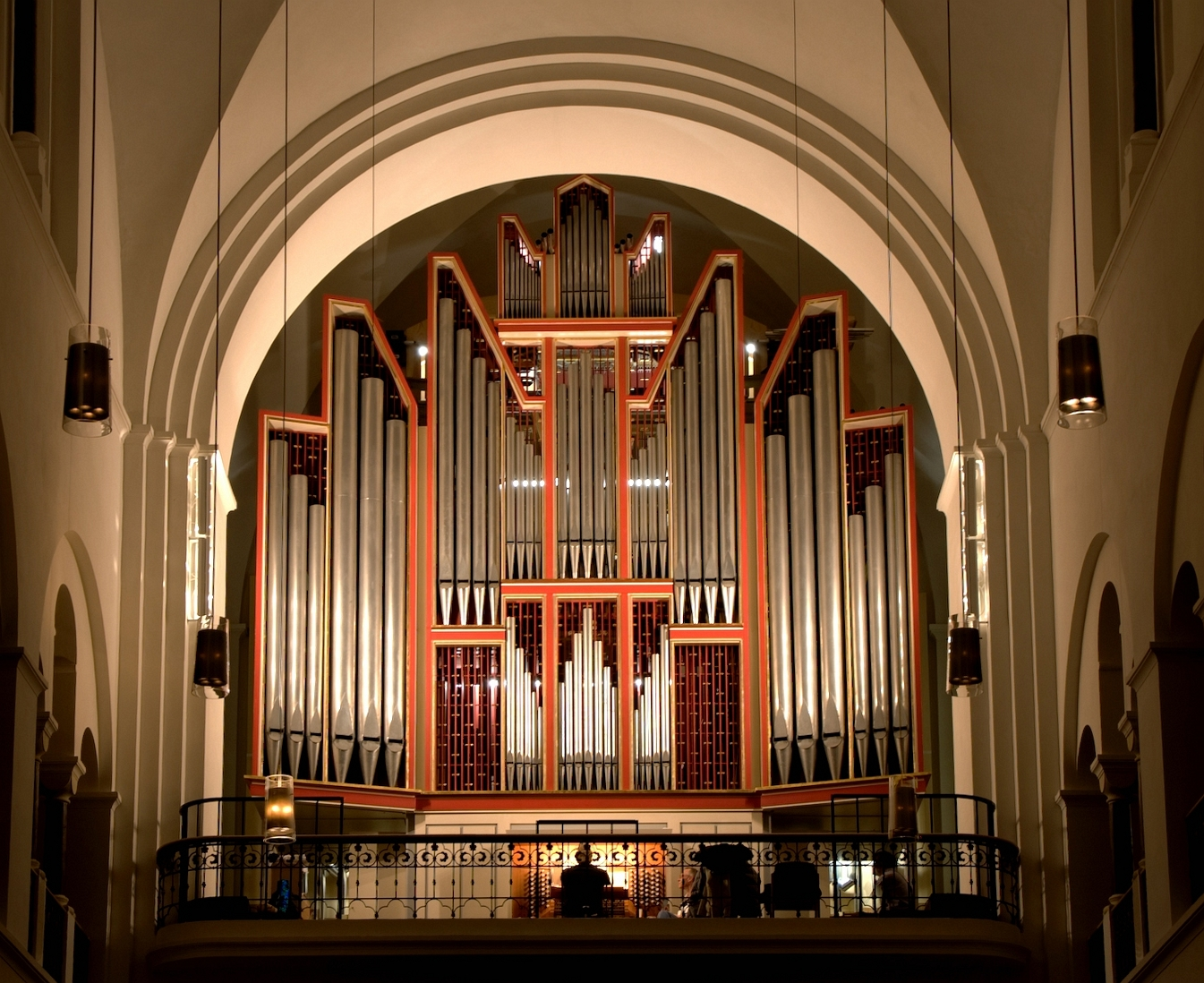
L'orgue.

## Source
- (en) Cet article est partiellement ou en totalité issu de l’article de Wikipédia en anglais intitulé « Domkirche St. Marien » (voir la liste des auteurs).